# Myliobatiformes
Ordre
Synonymes
- Dasyatoidea
- Myliobatoidea
- Myliobatoidei
- Plesiobatoidea

Les Myliobatiformes constituent un ordre de raies (stingrays en anglais).
Le statut de cet ordre est parfois discuté, et certaines classifications ont placé ses familles et genres dans l'ordre Rajiformes.

## Description et caractéristiques
Ce sont des raies très comprimées dorsalement, et de silhouette souvent large. Les fentes branchiales sont en position ventrale. Les nageoires pectorales, très larges, sont attachées antérieurement au côté de la tête, plus haut que le début des fentes branchiales. Les yeux et les spiracles sont en position dorsale, et la respiration se fait préférentiellement par les spiracles pour les espèces non pélagiques. La mâchoire est protrusive chez la plupart des espèces, et les dents forment un pavement.
La plupart des espèces sont vivipares (les autres pondent des œufs en forme de capsules hérissées de pics).

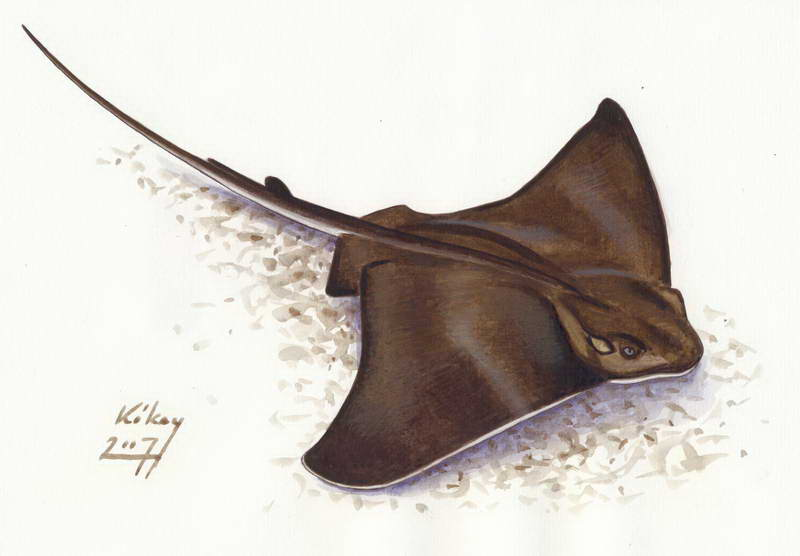
Raie aigle Myliobatis aquila, l'espèce-type.

## Liste des familles
Selon World Register of Marine Species (11 mars 2016), elles se classent en trois sous-ordres contenant dix familles :
- sous-ordre Platyrhinoidei
  - famille Platyrhinidae
- sous-ordre Zanobatoidei
  - famille Zanobatidae
- sous-ordre Myliobatoidei
  - famille Dasyatidae Jordan & Gilbert, 1879 -- 8 genres
  - famille Gymnuridae Fowler, 1934 -- 1 genre
  - famille Hexatrygonidae Heemstra & Smith, 1980 -- 1 genre
  - famille Myliobatidae Bonaparte, 1835 -- 8 genre
  - famille Plesiobatidae Nishida, 1990 -- 1 genre
  - famille Potamotrygonidae Garman, 1877 -- 5 genres
  - famille Urolophidae Müller & Henle, 1841 -- 2 genres
  - famille Urotrygonidae McEachran, Dunn & Miyake, 1996 -- 2 genres

ITIS (21 octobre 2014) y ajoute les Mobulidae Gill, 1893, fondus par FishBase dans les Myliobatidae (sous-famille des Mobulinae).
Paleobiology Database (21 octobre 2014) ajoute plusieurs groupes fossiles, comme la famille des Ceratopteridae.

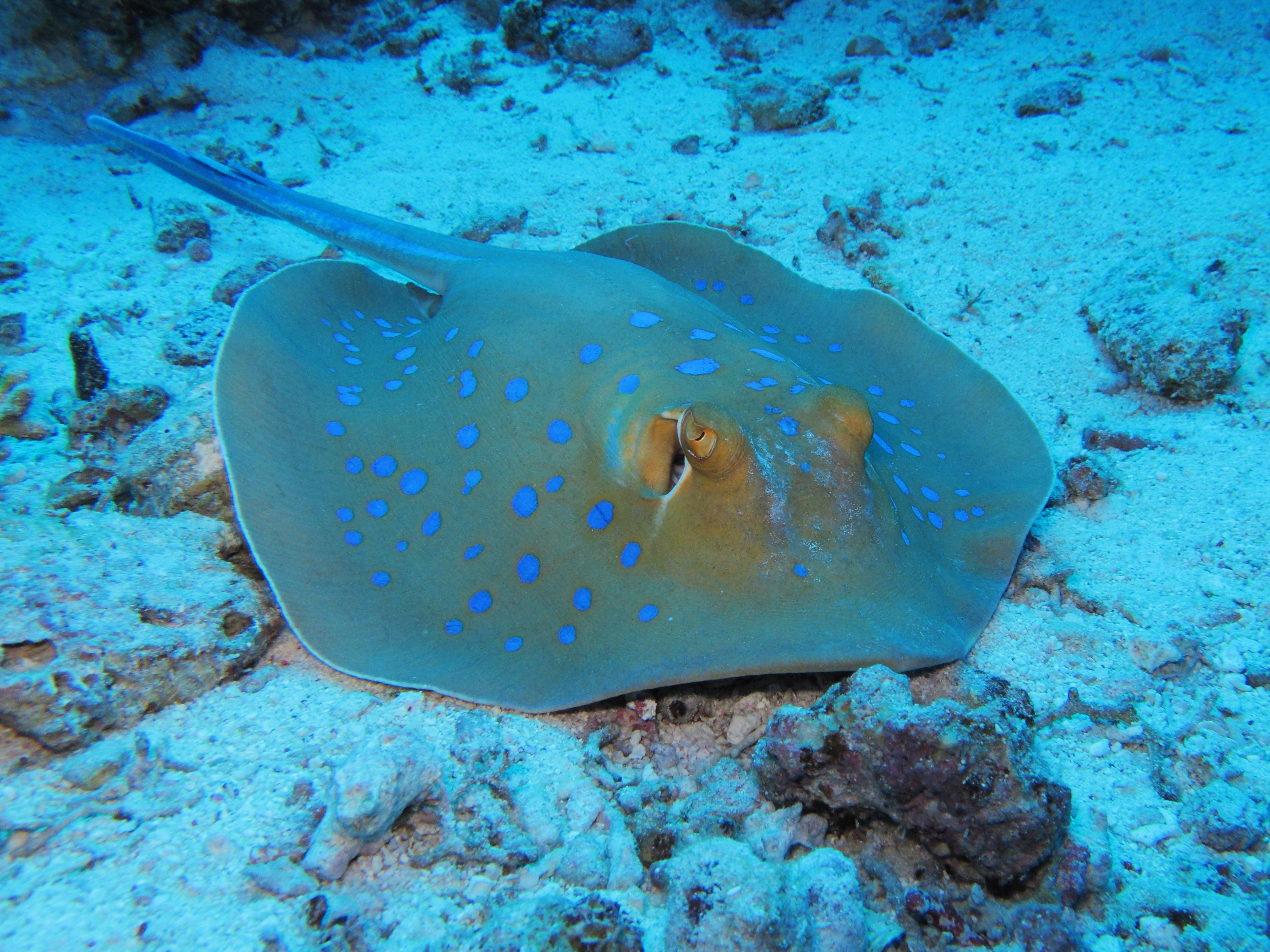
Taeniura lymma, une Dasyatidae
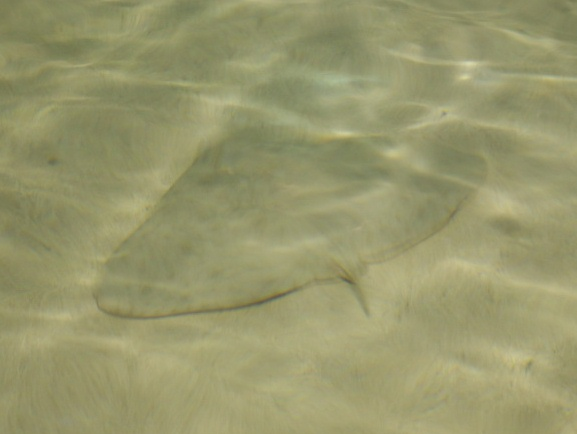
Gymnura altavela, une Gymnuridae
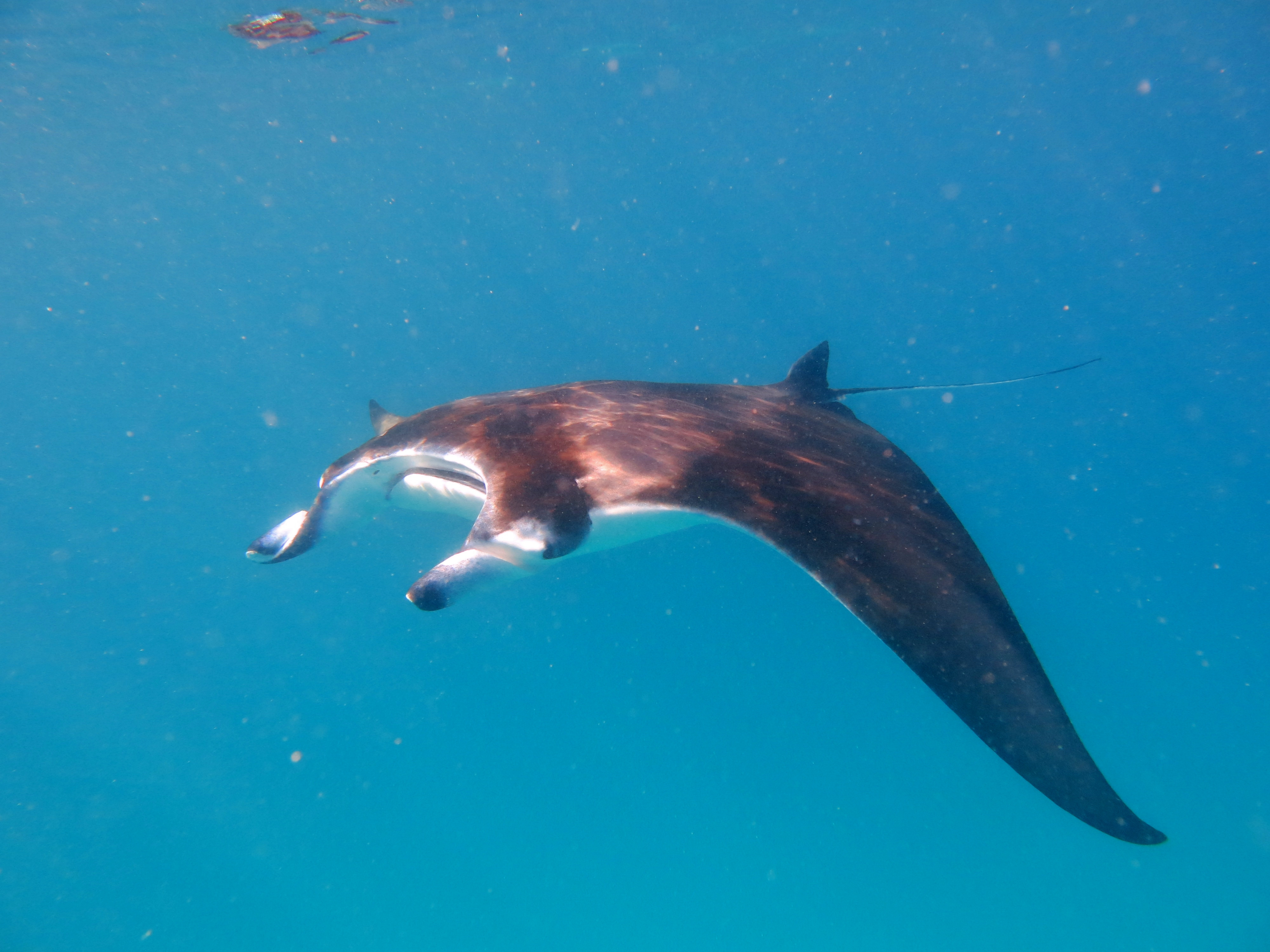
Mobula alfredi, une Myliobatidae
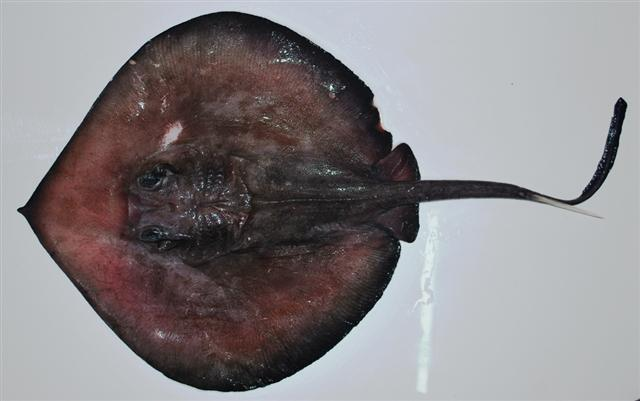
Plesiobatis daviesi, une Plesiobatidae
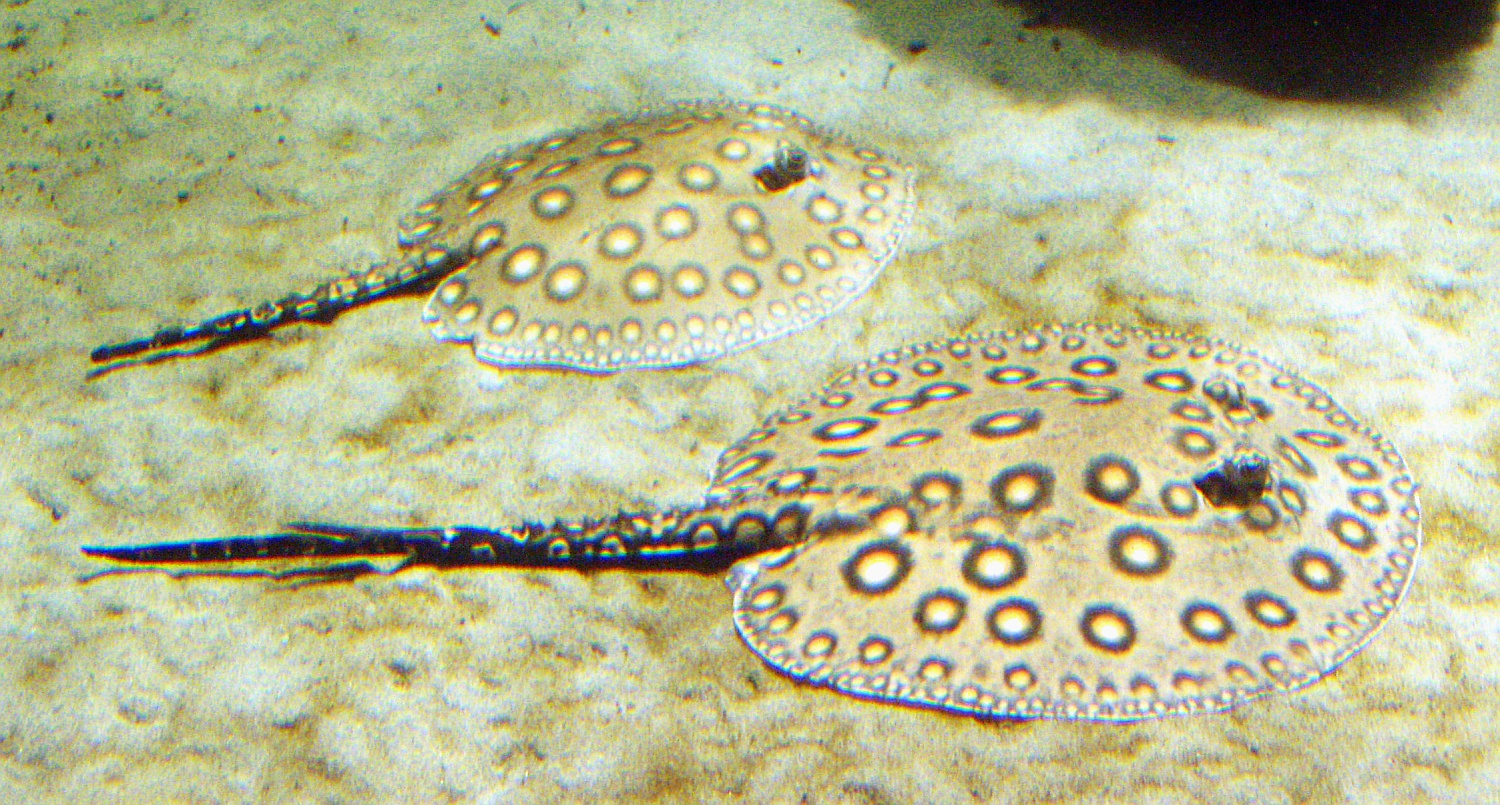
Potamotrygon motoro, une Potamotrygonidae
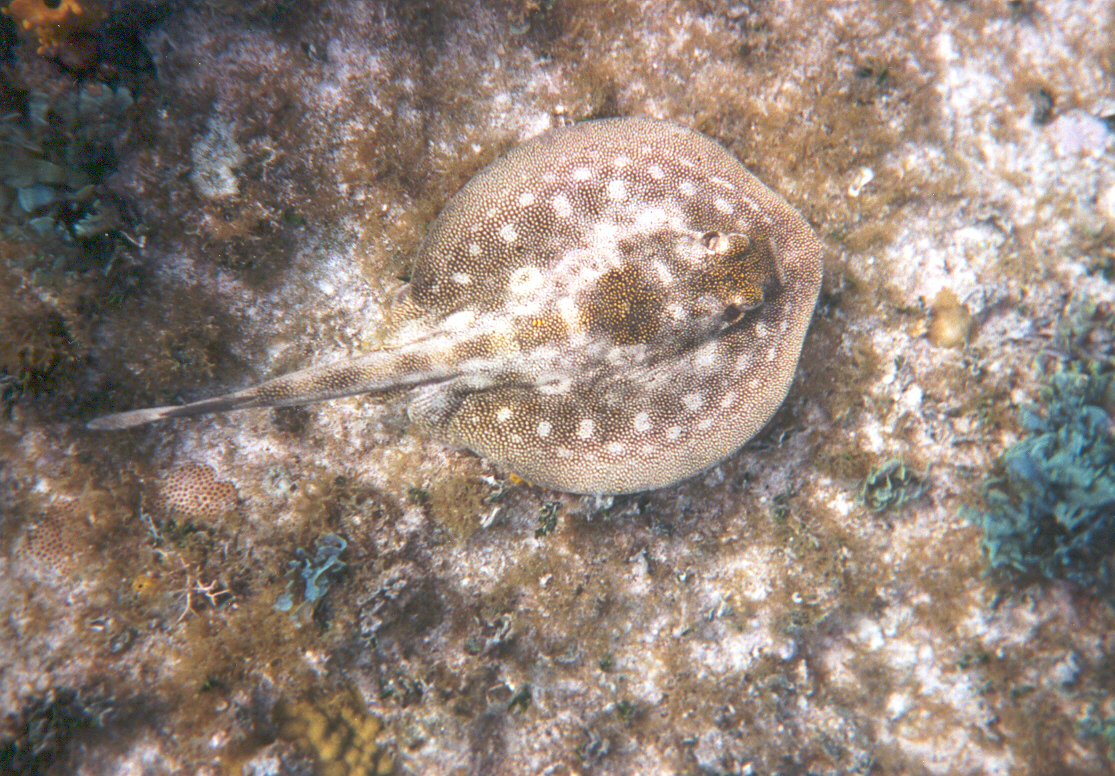
Urobatis jamaicensis, une Urolophidae